# Hugo Giorgi
Hugo Giorgi (Coronel Bogado, Argentina, 23 de enero de 1920) es un exfutbolista argentino que jugaba de delantero.

## Trayectoria
Inició su carrera en 1937 en el club Coronel Bogado. En 1938 pasó a Empalme Central.
En 1940 fue contratado por Gimnasia La Plata.
En 1941 va a River Plate, donde logra los campeonatos nacionales de 1941 y 1942 y el subcampeonato de 1943, además de ganar la Copa Ibarguren en los años 1941 y 1942. Y la Copa Adrián C. Escobar en 1941 tras vencer 1:0 a Huracán.
En 1944 emigra al fútbol de Chile para jugar en Audax Italiano, donde logra ser goleador del campeonato nacional en 1945, junto a Ubaldo Cruche de Universidad de Chile y Juan Zárate de Green Cross, marcando 17 goles cada uno. En 1946 conquistan el título de Primera División.
En 1948 es trasferido al Bologna de Italia, y luego volvió a Audax Italiano, donde se retira del fútbol profesional.

## Estadísticas

### Clubes
| Club                | País      | Año         |
| ------------------- | --------- | ----------- |
| Club Coronel Bogado | Argentina | 1937        |
| Empalme Central     | Argentina | 1938 - 1939 |
| Gimnasia La Plata   | Argentina | 1940        |
| River Plate         | Argentina | 1941 - 1943 |
| Audax Italiano      | Chile     | 1944 - 1947 |
| Bologna FC          | Italia    | 1948 - 1949 |
| Audax Italiano      | Chile     | 1950        |

## Palmarés

### Títulos nacionales
| Título                 | Club           | País      | Año  |
| ---------------------- | -------------- | --------- | ---- |
| Primera División       | River Plate    | Argentina | 1941 |
| Copa Ibarguren         | River Plate    | Argentina | 1941 |
| Copa Adrián C. Escobar | River Plate    | Argentina | 1941 |
| Primera División       | River Plate    | Argentina | 1942 |
| Copa Ibarguren         | River Plate    | Argentina | 1942 |
| Primera División       | Audax Italiano | Chile     | 1946 |

### Distinciones individuales
| Distinción                               | Año  |
| ---------------------------------------- | ---- |
| Goleador del campeonato Primera División | 1945 |